# Pulau (rivier)
De Pulau (Indonesisch: Sungai Pulau, Nederlands: Eilandenrivier) is een rivier van 403 km lang in het zuiden van Papoea. De rivier ontspringt in het Maokegebergte nabij Wamena in de Baliemvallei en mondt ten zuiden van Agats in het gebied van de Asmat via een rivierdelta aan de Casuarinakust in de Arafurazee. Een bekende zijrivier van de Pulau is de Baliem.